# Wakal
Wakal (Huacal) es un proyecto de música electrónica de Jorge Govea, músico mexicano integrante del colectivo independiente Discos Konfort. En su música destaca la manera en la que mezcla grabaciones de campo, sonidos de la calle, y melodías populares adaptadas a ritmos bailables/electro/rock.

## Discografía
- "Pop Street Sound" - 2002
- "Remixes Paisano" - 2004
- "Desvia Si On Again" - 2005

## Información
- El álbum Pop Street Sound (2003) es una mezcla de ruidos de la calle, voces de gente, ambientes de la Ciudad de México y ritmos de House, Drum and Bass, Trip Hop, Este álbum está dedicado a la gente que trabaja en las calles, como vendedores ambulantes, músicos, teatro callejero entre otros. Los temas están inspirados del desorden público y la vida cotidiana urbana. En la portada del disco aparece un “bicitaxi”, como ejemplo de los diferentes personajes de esa gran ciudad.

- Desvia Si On Again es el título del segundo álbum, (Desviación otra vez?) editado y distribuido por el sello Francés MK2 y Discos Konfort. El tema general de este disco es el "fenómeno mundial migratorio", basado en la gente que se desplaza buscando nuevos espacios para vivir y expresarse. El sonido Electro Rock, Click&Cuts de este álbum, contiene algunas melodías de canciones populares de-construidas y adaptadas a la pista de baile. La portada de este disco muestra un símbolo alterado alusivo a los símbolos de tránsito y señalamientos preventivos.

- En el año 2004 se edita en Europa en formato Disco de vinilo Remixes Paisano, este material contiene re-mezclas hechas por artistas mexicanos que producen música experimental. Los temas están inspirados por los documentos y trámites oficiales que se necesitan para cruzar una frontera física. Actualmente, y de alguna manera estas fronteras han sido superadas por las telecomunicaciones e innumerables sellos Netlabel practican la edición y distribución gratuita de música bajo las normas Creative Commons, "Remixes Paisano" es un disco que representa un vínculo amisto de entre paisanos en época de Internet.